# Andrew Havill
Andrew Havill, född 1965 är en brittisk skådespelare.
Havill har bland annat medverkat i filmerna The King och Einstein and the Bomb. Han har även medverkat i TV-serien The Crown.

## Filmografi (i urval)
- 2019 – The King
- 2022–2023 – The Crown (TV-serie)
- 2024 – Einstein and the Bomb